# Richard Jordan (General)

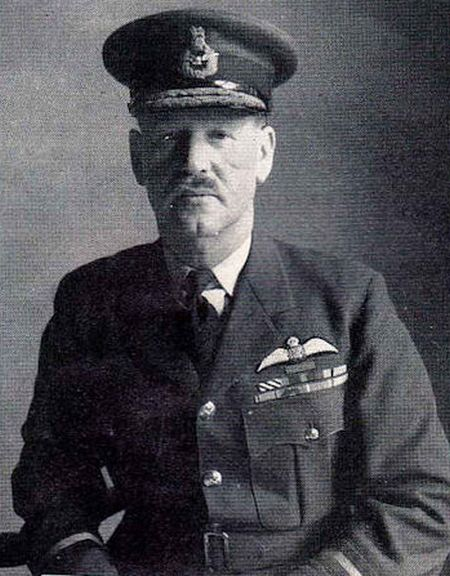
Richard Jordan (1949)

Sir Richard Bowen Jordan, KCB, DFC (* 7. Februar 1902 in Pershore, Worcestershire; † 24. April 1994 in Royal Tunbridge Wells, Kent) war ein britischer Luftwaffenoffizier der Royal Air Force, der zuletzt im Range eines Generalleutnants (Air Marshal) von 1956 bis 1958 Kommandierender General des Luftwaffeninstandhaltungskommandos (RAF Maintenance Command) war.

## Leben

### Ausbildung zum Luftwaffenoffizier und Zweiter Weltkrieg
Jordan begann nach dem Besuch des Marlborough College als einer der ersten Offiziersanwärter 1921 seine Ausbildung als Flight Cadet der A-Squadron am Royal Air Force College Cranwell. Während seiner dortigen Ausbildung gehörte er zur Cricket- sowie zur Rugby-Mannschaft und war zuletzt Flight Cadet Sergeant. Nach Abschluss der Ausbildung wurde er am 22. Dezember 1922 als Leutnant (Pilot Officer) als Berufssoldat (Permanent Commission) in die Royal Air Force übernommen und fand zunächst Verwendung als Pilot der No 2 Squadron RAF. Am 20. Juni 1924 wurde er zum Oberleutnant (Flying Officer) befördert und am 12. Februar 1926 als Pilot zur No 28 Squadron RAF versetzt. Dort war er zuletzt zuständiger Navigationsoffizier der Staffel und erhielt am 12. Dezember 1928 seine Beförderung zum Hauptmann (Flight Lieutenant). Knapp sechs Wochen später wurde er am 21. Januar 1929 zum Stab der No 2 (Indian Wing) RAF nach Risalpur versetzt und danach am 8. Januar 1931 zunächst überplanmäßig zu einem Luftwaffendepot, ehe er ab dem 18. Mai 1931 für mehrere Jahre Pilot der Versuchsabteilung der Royal Aircraft Establishment (RAE) war, der Forschungs- und Entwicklungsinstitution der Luftwaffe.
Am 1. August 1936 wurde Jordan zum Major (Squadron Leader) befördert und als solcher am 15. Januar 1938 als Stabsoffizier zum Direktorium der Friedensorganisation (Peace Organisation) abgeordnet. Nach seiner Beförderung zum Oberstleutnant (Wing Commander) am 1. Juli 1939 wurde er am 21. August 1939 kurz vor Beginn des Zweiten Weltkrieges Kommandeur (Commanding Officer) der No 83 Squadron RAF. Zu Beginn der Luftschlacht um England übernahm er im Mai 1940 zunächst den Posten als Kommandant des Militärflugplatzes RAF Manston und war danach von August 1940 bis Juli 1944 Kommandeur der No 214 Squadron RAF. Als solcher wurde er am 1. Januar 1941 erstmals im Kriegsbericht erwähnt (Mentioned in dispatches) sowie am 22. August 1941 mit dem Distinguished Flying Cross (DFC) ausgezeichnet. In der Nacht vom 2./3. Juni 1941 flog er vom Luftwaffenstützpunkt RAF Stradishall mit einem Kampfflugzeug von Typ Vickers Wellington mit seiner Einheit zu einem Lufteinsatz gegen Berlin. Nach erfolgreichem Angriff des Ziels überflog er um 6 Uhr britisches Festland, ehe er südwestlich von Bury St Edmunds abstürzte. Die Maschine fing allerdings kein Feuer, sodass bis auf einen alle Crewmitglieder den Absturz unverletzt überstanden. Am 11. Juni 1942, 1. Januar 1943 sowie am 2. Juni 1943 wurde er abermals im Kriegsbericht erwähnt und darüber hinaus am 24. September 1943 zum Kommandeur des polnischen Orden Polonia Restituta ernannt. Zuletzt wurde er während des Krieges im Juli 1944 Leiter des Referats für Transporte bei Überseeoperationen im Luftwaffenstab (Air Staff).

### Nachkriegszeit und Aufstieg zum Air Marshal
Nach Kriegsende wurde Jordan am 1. Januar 1946 zum Oberst (Group Captain) befördert sowie am 12. Juni 1947 Companion des Order of the Bath (CB). Nachdem seiner Beförderung zum Brigadegeneral (Air Commodore) am 1. Juli 1947 übernahm er den Posten als Kommandeur AOC (Air Officer Commanding) der britischen Luftstreitkräfte in Indien und Pakistan und erhielt am 31. Oktober 1947 auch den Titel eines Kommandeurs des niederländischen Orden von Oranien-Nassau. Am 1. Februar 1949 wurde er Kommandeur der Luftstreitkräfte in Gibraltar (RAF Gibraltar) und danach 1949 als Nachfolger von Air Commodore Percy Bernard, 5. Earl of Bandon Kommandant des Royal Observer Corps (ROC), einer Organisation für die Zivilverteidigung, und verblieb auf diesem Posten bis zu seiner Ablösung durch Air Commodore Gordon Herbert Vasse am 20. März 1951. Zugleich wurde er am 26. April 1949 zum Aide-de-camp von König Georg VI. ernannt. Am 20. März 1951 löste er wiederum Air Commodore Gordon Herbert Vasse als Kommandeur der No 25 Group RAF ab und hatte diesen Posten bis zum 16. Februar 1953 inne, woraufhin Air Commodore Hugh Hamilton Brookes sein dortiger Nachfolger wurde. Während dieser Zeit wurde er am 1. Juli 1951 zum Generalmajor (Air Vice Marshal) befördert und fungierte vom 16. Februar 1953 bis zum 16. Januar 1956 als Leiter der Organisationsabteilung des Luftfahrtministeriums (Air Ministry).
Zuletzt löste Jordan am 16. Januar 1956 Air Marshal Leslie Harvey als Kommandierender General AOC-in-C (Air Officer Commander-in-Chief) des Luftwaffeninstandhaltungskommandos (RAF Maintenance Command) ab. In dieser Verwendung erfolgte am 1. Mai 1956 seine Beförderung zum Generalleutnant (Air Marshal). Darüber hinaus wurde er 31. Mai 1956 zum Knight Commander des Order of the Bath (KCB) geschlagen und führte daraufhin den Namenszusatz „Sir“. Am 5. Mai 1958 wurde er durch Air Vice Marshal Douglas Jackman als Kommandierender General des Luftwaffeninstandhaltungskommandos abgelöst und trat am 2. Juni 1958 in den Ruhestand.